# مهرجان كابو فيردي السينمائي الدولي
مهرجان كابو فيردي السينمائي الدولي (CVIFF)، هو مهرجان سينمائي في كابو فيردي تأسس لأول مرة في عام 2010.
اعتبارًا من سبتمبر 2018، تم عرض حوالي 200 فيلم في المهرجان. وبينما تلقت المهرجان مشاركات من دول أخرى، فإن معظم الأفلام المعروضة هي من البلد المضيف.

## الإدارة

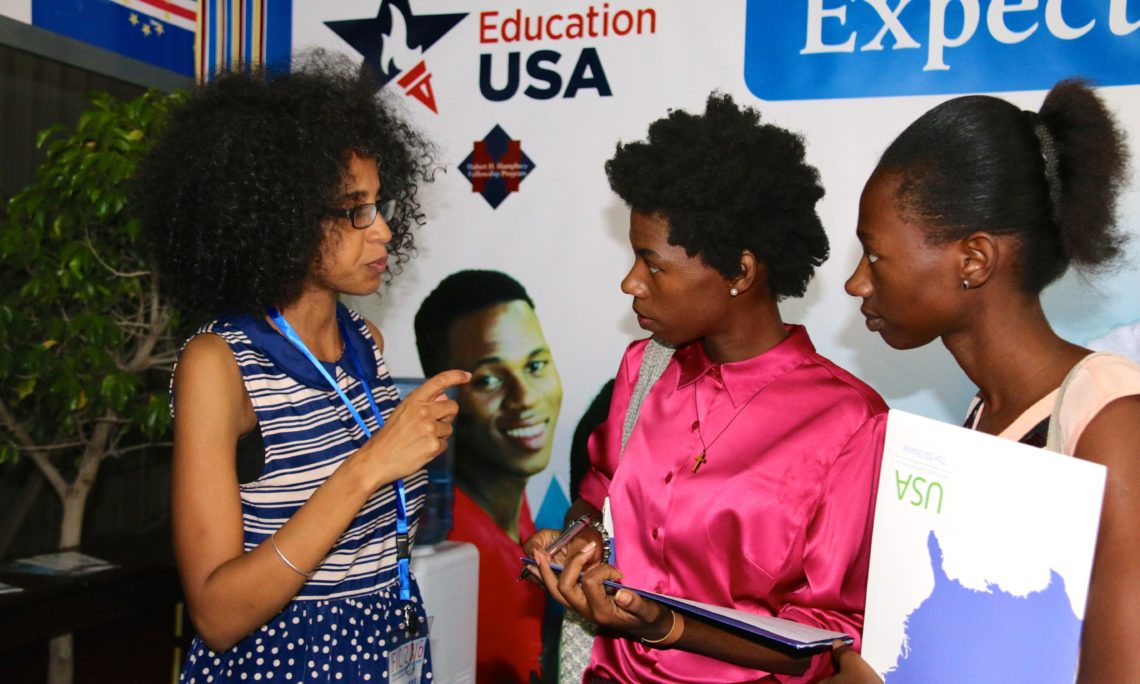
سولي نيفيز في عام 2016

المنتج التنفيذي لمهرجان كابو فيردي السينمائي الدولي ه سولي نيفيز. تخرجت من جامعة ماساتشوستس في أمهيرست في الولايات المتحدة، كتبت أطروحة التخرج لمعهد سيت للدراسات العليا حول سياسات الترحيل في كابو فيردي. عملت كمسؤولة مشروع في المنظمة الدولية للهجرة ومنسقة كرة سلة 3x3.

## تاريخ المهرجان
تم عرض مهرجان الأفلام لأول مرة في أكتوبر 2010 في سيدادي دي سبارجوس بجزيرة سال التابعة لكابو فيردي. بينما تم تصور فكرة مهرجان الأفلام في الأصل عام 2008، لكن كان لا بد من تأجيلها بسبب الأزمة المالية العالمية. تم عرض ما مجموعه خمسة أفلام في الحدث الأول والتي قالت نيفيز إنها بداية إيجابية للحدث المنظم حديثًا. في ذلك الوقت ، لم يكن المهرجان قادرًا على تأمين الرعاية من الشركات أو المنظمات الثقافية التي ستظل مشكلة على الأقل خلال السنوات الثلاث المقبلة.
في عام 2014، أفيد أن صانع أفلام هوليوود مايك كوستا سيشارك في المهرجان لذلك العام كعضو في اللجنة وعضو في لجنة التحكيم. في العام السابق للمهرجان، اشترك المهرجان مع جمعية نقاد السينما الأمريكية الأفريقية لزيادة الوجود الأمريكي هناك.

## روابط خارجية
- الموقع الرسمي لمهرجان كابو فيردي السينمائي الدولي.